# یواس‌اس فریمونت (ای‌پی‌ای-۴۴)
یواس‌اس فریمونت (ای‌پی‌ای-۴۴) (به انگلیسی: USS Fremont (APA-44)) یک کشتی بود که طول آن ۴۹۲ فوت (۱۵۰ متر) بود. این کشتی در سال ۱۹۴۳ ساخته شد.